# Beau Dommage (album)
 (avril 2017).
Si vous disposez d'ouvrages ou d'articles de référence ou si vous connaissez des sites web de qualité traitant du thème abordé ici, merci de compléter l'article en donnant les références utiles à sa vérifiabilité et en les liant à la section « Notes et références ».
Albums de Beau Dommage
Où est passée la noce ?
(1975)
Singles
1. Le Picbois / À toutes les fois
Sortie : 1974
2. Tous les palmiers / Le Géant Beaupré
Sortie : Mai 1975
3. Harmonie du soir à Châteauguay / La Complainte du phoque en Alaska
Sortie : Octobre 1975
4. Tous les palmiers / Montréal
Sortie : 1975

Beau Dommage est le premier album du groupe de musiciens et chanteurs folk rock québécois Beau Dommage, sorti en 1974 chez Capitol en vinyle et réédité en CD à partir de 1991. En 2022, une version remasterisée a été éditée.

## Présentation
Lancé en octobre 1974, ce premier album du groupe, intitulé tout simplement Beau Dommage, connaît un immense succès dès sa sortie au Québec et en Europe, notamment grâce au titre emblématique La Complainte du phoque en Alaska.
Ginette, Le Picbois, Tous les palmiers, À toutes les fois, Harmonie du soir à Châteauguay, 23 décembre, Le Géant Beaupré, Montréal, La Complainte du phoque en Alaska, toutes ces chansons, pour la plupart éditées en single 45 tours, sont désormais des classiques de la chanson québécoise.
Certains de ces titres sont encore régulièrement diffusés à la radio de nos jours.

## Liste des titres
| A1. | Tous les palmiers                 | Robert Léger (paroles et musique)                    | 3:20 |
| A2. | À toutes les fois                 | Léger (paroles et musique)                           | 4:17 |
| A3. | Chinatown                         | Michel Rivard (paroles et musique)                   | 3:05 |
| A4. | La Complainte du phoque en Alaska | Rivard (paroles et musique)                          | 5:15 |
| A5. | Le Picbois                        | Léger et Rivard (paroles), Pierre Bertrand (musique) | 3:25 |

| B1. | Harmonie du soir à Châteauguay | Léger (paroles et musique)             | 3:06 |
| B2. | Le Géant Beaupré               | Pierre Huet (paroles), Léger (musique) | 4:02 |
| B3. | Ginette                        | Huet (paroles), Rivard (musique)       | 2:35 |
| B4. | Un ange gardien                | Huet (paroles), Rivard (musique)       | 2:56 |
| B5. | 23 décembre                    | Huet (paroles), Rivard (musique)       | 2:14 |
| B6. | Montréal                       | Huet (paroles), Léger (musique)        | 4:44 |

Note
- Référence Capitol Records : ST-70.034 (vinyle 33 t.), Capitol n°2C 066 81843 (France), 4XL56353 (cassette), CDL-56353 (CD)

## Crédits

### Membres du groupe
- Michel Rivard : chant, guitare acoustique, guitare électrique, bottleneck
- Robert Léger : basse, flûte, piano, synthétiseur, ]
- Pierre Bertrand : basse, guitare acoustique, Clavinet, chant
- Marie Michèle Desrosiers : piano, synthétiseur, chant
- Réal Desrosiers : batterie, percussions

### Équipes technique et production
- Production : Beau Dommage, Michel Bélanger, Rick Haworth
- Enregistrement (prise de son), mixage, producteur délégué : Michel Lachance
- Arrangements :  Beau Dommage
- Programmation (synthétiseur) : Buddy Fasano
- Direction artistique : Pierre Dubord
- Photographie, maquette : Pierre Guimond

## Certification
| Pays   | Association  | Certification | Ventes/Équivalence |
| ------ | ------------ | ------------- | ------------------ |
| Canada | Music Canada | 3x platine    | 300 000            |